# Sociedad Internacional de Genética Forense

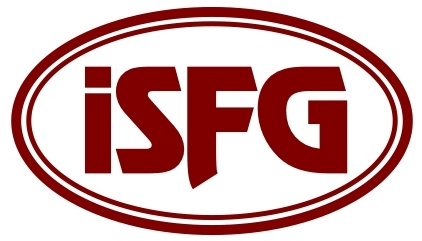
Logo de la ISFG

La Sociedad Internacional de Genética Forense - ISFG (en inglés: International Society for Forensic Genetics) es una sociedad científica internacional sin ánimo de lucro fundada en 1968. El objetivo principal de la sociedad es impulsar el campo de genética forense, también llamado  análisis de ADN, a través de la diseminación de opiniones y resultados científicos, comunicación entre científicos y educación. Los congresos internacionales bianuales de la sociedad, seminarios y talleres internacionales, la revista científica Forensic Science Internationl: Genetics, y las recomendaciones científicas en temas actuales trabajan juntas hacia este objetivo. El sitio web de la sociedad contiene información actualizada sobre todas las  actividades.

## Historia
La Sociedad Internacional de Genética Forense (ISFG) fue fundada en 1968 en Maguncia, Alemania, con el nombre de Gesellschaft für forensische Blutgruppenkunde (Sociedad de Hemogenética Forense). La sociedad fue fundada como una organización sin ánimo de lucro de acuerdo con el derecho civil alemán. El objetivo original de la sociedad era promover el estudio de los marcadores genéticos en sangre humana para su uso en la ciencia forense. En 1989, la sociedad se transformó en una sociedad internacional (Sociedad Internacional de Hemogenética Forense - ISFH). En 1991, sobre la base de la transición de los marcadores serológicos tradicionales en sangre a los polimorfismos universales de ADN, el nombre se cambió a Sociedad Internacional de Genética Forense . Actualmente, la sociedad se esfuerza por respaldar todos los intereses de investigación en genética forense, incluidos también estudios de ADN no humano, sistemas de prueba basados en ARN y tecnologías de secuenciación a gran escala.

## Miembros y actividades

### Miembros
En enero de 2020, la sociedad tenía aproximadamente 1.400 miembros individuales de más de 60 países. Los miembros suelen pertenecer a instituciones académicas, organizaciones policiales y de justicia penal, así como empresas privadas. Sus campos de experiencia incluyen biología forense, genética molecular, genética de poblaciones, serología de grupos sanguíneos, patología forense, pruebas de paternidad, bioestadística, derecho penal y ética médica .

### Congresos internacionales
La sociedad organiza congresos internacionales bianuales, con talleres educativos antes del congreso. Entre 1985 y 2005, los volúmenes de conferencias con artículos breves basados en estas presentaciones se publicaron originalmente como libros con el título Advances in Forensic Hemogenetics y más posteriormente como Progress in Forensic Genetics.
Desde 2007, las actas se han publicado electrónicamente como parte de Forensic Science International: Genetics Supplement Series y se puede acceder a ellas en línea. Las reuniones anteriores se han celebrado principalmente, pero no exclusivamente, en Europa. Las reuniones a menudo sirven como un punto focal para un diálogo de cuestiones científicas relevantes, como en el panel de discusión de 2007 Polimorfismo de nucleótido único (SNP), o el debate sobre los límites del ADN de baja calidad en genética forense.

### Comisión de ADN
La Comisión de ADN de la sociedad funciona como un grupo asesor internacional de expertos en ADN. Aunque no son vinculantes, sus recomendaciones son un primer paso para establecer estándares para nuevos métodos de tipificación genética. Las recomendaciones de la sociedad son una herramienta valiosa para los genetistas forenses y, como tales, son muy citadas por otros científicos.
Poco después de la implementación del análisis de ADN de repeticiones cortas en tándem (STR) basadas en la reacción en cadena de la polimerasa (PCR), la sociedad jugó un papel decisivo en la estandarización de las designaciones de alelos, un componente clave en la comparabilidad de datos entre laboratorios y la creación de la base de datos nacional de ADN. La comisión de ADN también ha abordado temas como las mejores prácticas para las pruebas de paternidad y de identificación humana, ahora integradas en los libros de texto de genética forense. Se puede acceder abiertamente a todas las recomendaciones publicadas de las Comisiones de Pruebas de ADN y de Paternidad en el sitio web de la sociedad.

### Grupos de trabajo basados en idiomas
La sociedad tiene grupos de trabajo basados en idiomas para miembros que hablan chino, inglés, francés, alemán, italiano, coreano, polaco y español-portugués. El Grupo de trabajo de habla inglesa (ESWG) ofrece un ejercicio anual de pruebas de aptitud para los laboratorios de pruebas de paternidad (Relationship Testing Workshop). Este ejercicio está abierto a todos los miembros del ESWG y cada año se envían muestras de sangre, un cuestionario y un desafío en papel a los laboratorios participantes.

### Grupo europeo de elaboración de perfiles de ADN
El Grupo Europeo de Perfiles de ADN (EDNAP) se estableció en 1988 para armonizar las tecnologías de ADN para las investigaciones criminales de modo que los resultados de ADN pudieran intercambiarse a través de las fronteras de Europa. En 1991, el grupo fue incluido entre los grupos de trabajo de la sociedad. Consta de aproximadamente 20 laboratorios europeos y colabora estrechamente con el Grupo de trabajo sobre ADN de la Red Europea de institutos de ciencias forenses (ENFSI).
El EDNAP organiza ejercicios colaborativos para explorar la posibilidad de estandarización de nuevos métodos genéticos forenses. Los resultados se publican en revistas revisadas por pares. Un recurso resultante de estas actividades es la Base de Datos de Población de ADN mitocondrial del EDNAP (EDNAP mitochondrial DNA Population Database), abreviada EMPOP, que es administrada por el Instituto de Medicina Legal de la Universidad Médica de Innsbruck de Austria. Esta base de datos permite la determinación del peso estadístico de la evidencia para los resultados forenses de tipificación del ADN mitocondrial.